# Luminale

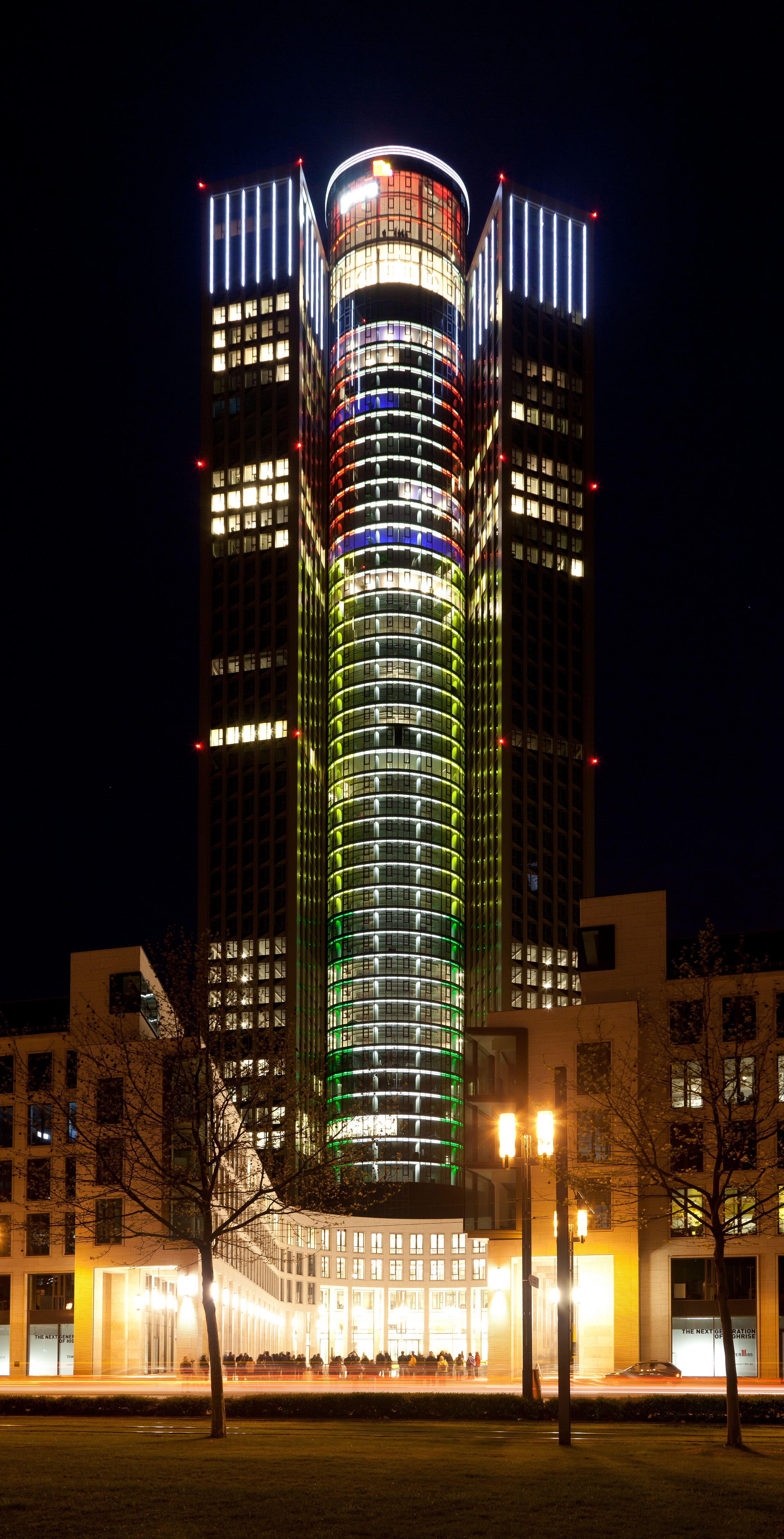
Wolkenkratzer Tower 185 zur Luminale 2012 als weltgrößter „Hau den Lukas“

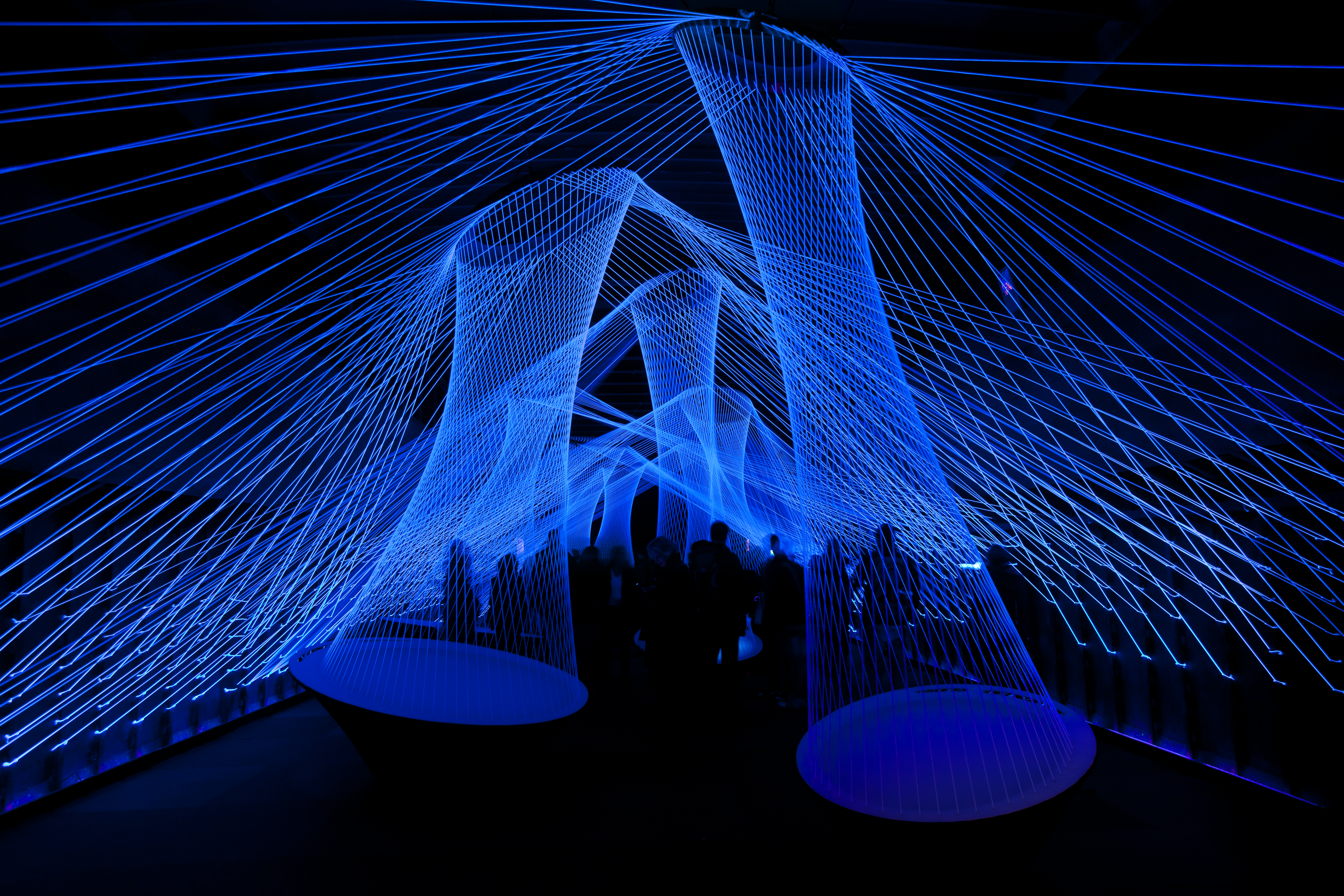
Resonate bei der Luminale 2012

Die Luminale ist ein Festival der Lichtkultur, das seit 2000 alle zwei Jahre in Frankfurt am Main stattfindet. Es wird immer parallel zur Light+Building, einer internationalen Fachmesse für Licht- und Beleuchtungstechnik, veranstaltet. Während des Festivals sind an öffentlichen und privaten Gebäuden sowie an markanten Plätzen in und um Frankfurt Lichtkunstwerke und Lichtinstallationen zu sehen. Auch die Skyline mit den Hochhäusern der Stadt wird einbezogen.

## Geschichte
Das Lichterfest wird unter anderem von der Messe Frankfurt veranstaltet. Zur vierten Luminale im April 2008 nahmen erstmals auch Städte und Regionen außerhalb des Rhein-Main-Gebiets teil, unter anderem Aschaffenburg und das Mittelrheintal. Insgesamt gab es 2008 rund 220 Lichtinstallationen und über 180 Veranstaltungen, die von mehr als 100.000 Menschen besucht wurden.
Die fünfte Luminale fand vom 11. bis 16. April 2010 an 157 Veranstaltungsorten zwischen Mainz, Wiesbaden und Aschaffenburg statt, die sechste mit etwa 170 Inszenierungen vom 15. bis 20. April 2012. Nach Angaben des Veranstalters gab es mehr als 140.000 Besucher.
Die siebte Luminale fand vom 30. März bis zum 4. April 2014 statt. Die achte Luminale wurde vom 13. bis zum 18. März 2016 veranstaltet, laut Veranstalter besuchten sie rund 180.000 Menschen. Im Juni 2017 wurde der Verein Luminale e. V. als gemeinnützige Organisation gegründet, um die Luminale zu fördern und zu organisieren. Die neunte Luminale fand vom 18. bis 23. März 2018 mit einem neuen Konzept als Biennale für Lichtkunst und Stadtgestaltung statt.
Galerie

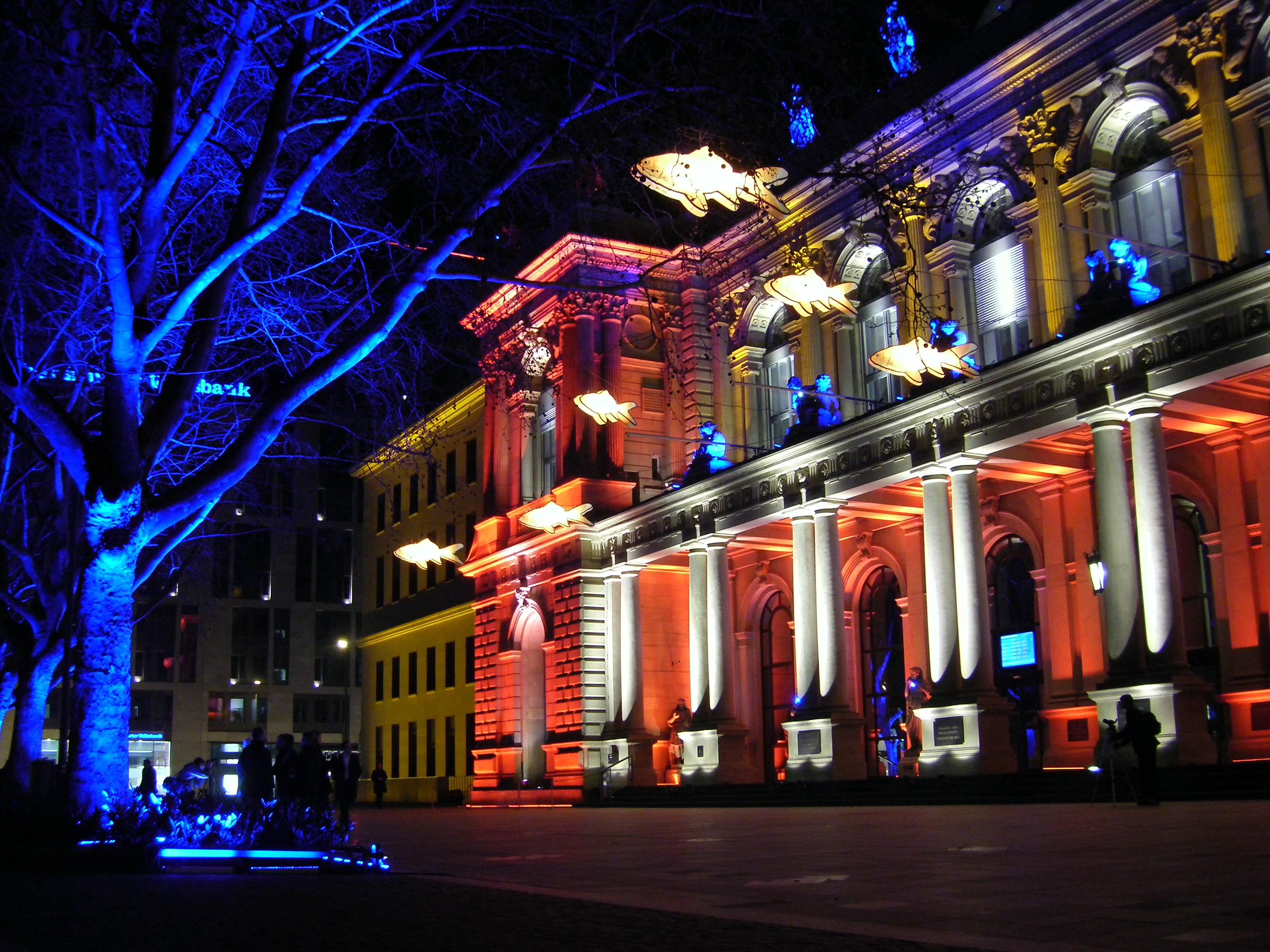
Frankfurter Börse zur Luminale 2008
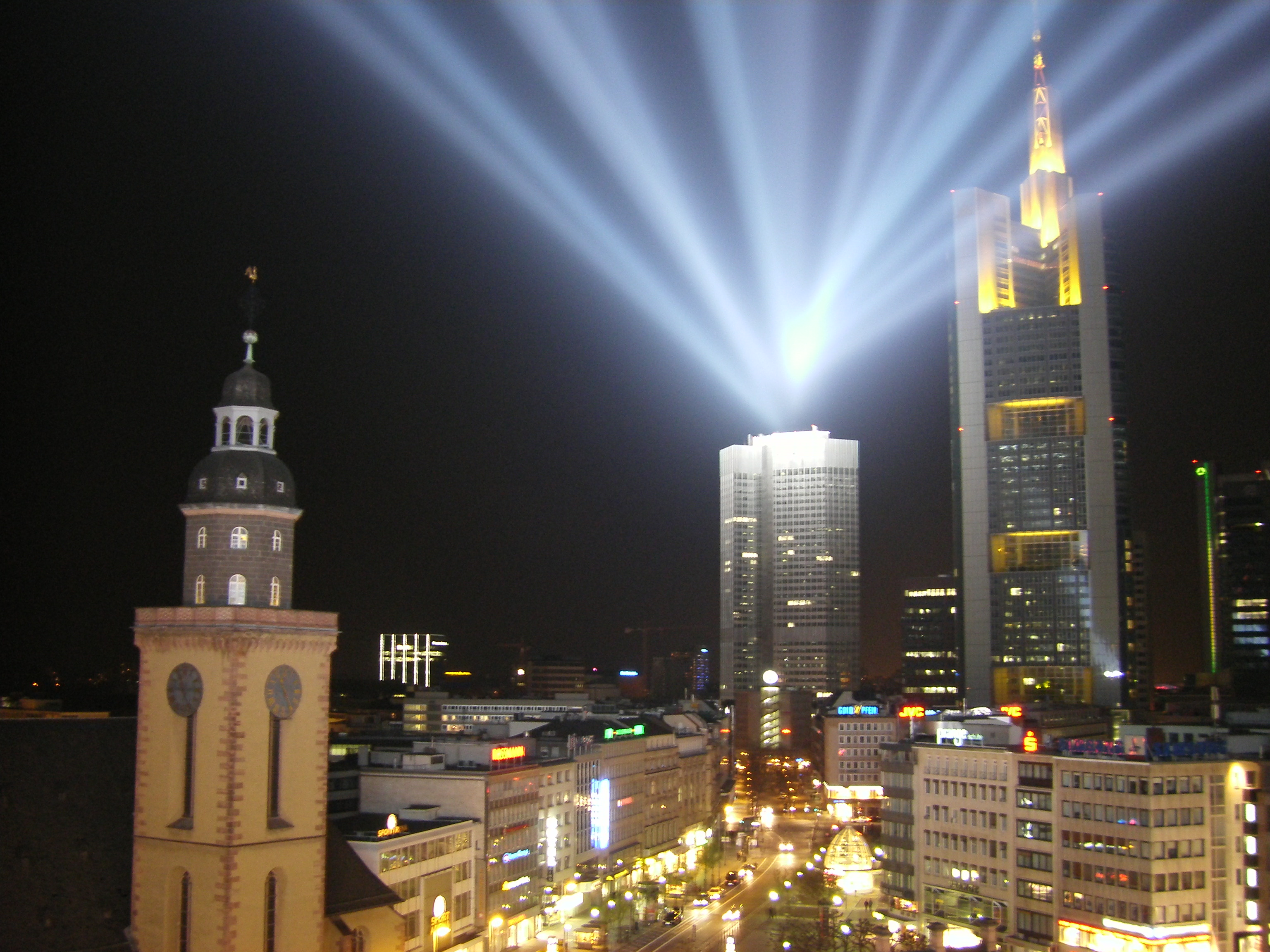
Luminale 2008, Blick von der Hauptwache
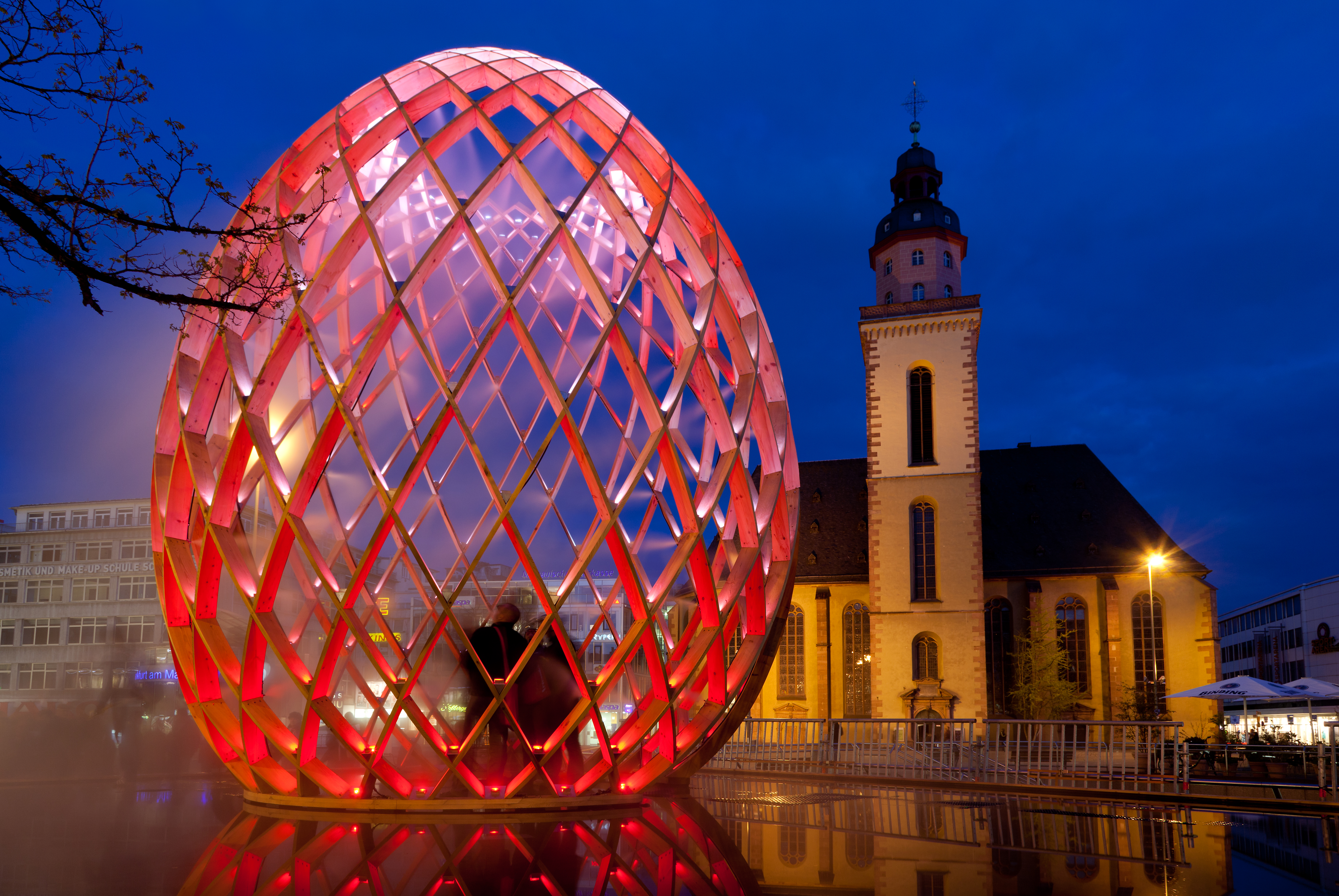
OVO an der Hauptwache während der Luminale 2012
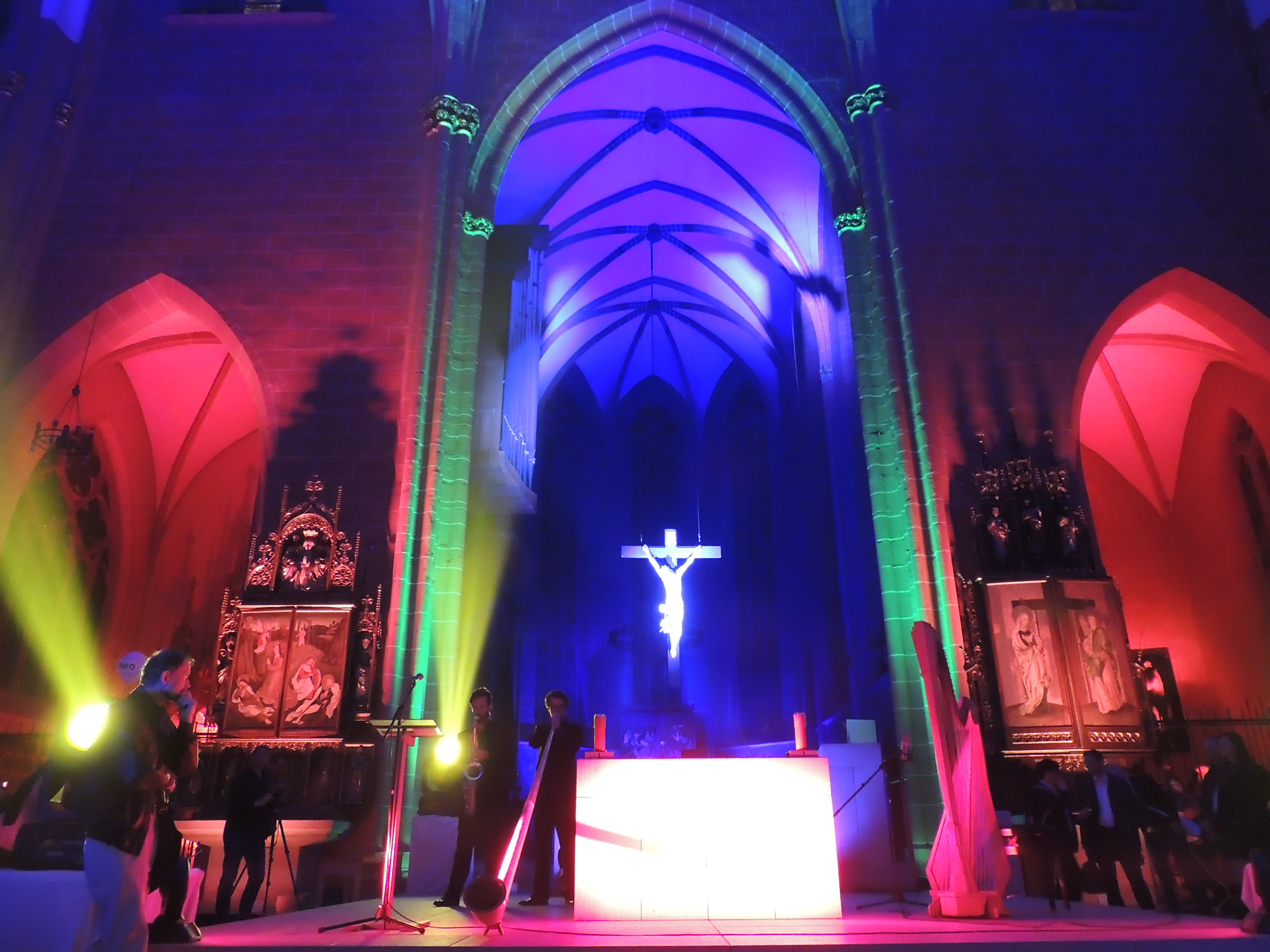
Luminale 2014 mit der Jugendkirche Jona im Frankfurter Dom

- Die zehnte Luminale sollte vom 12. bis 15. März 2020 stattfinden. Aufgrund der COVID-19-Pandemie wurde sie aber am 12. März abgesagt.
- Die nächste Luminale hätte 2022 stattfinden sollen – jedoch setzte die Luminale 2022 und 2024 aus.[1]